# Ainsworth (Iowa)
Ainsworth is een plaats (city) in de Amerikaanse staat Iowa, en valt bestuurlijk gezien onder Washington County.

## Demografie
Bij de volkstelling in 2000 werd het aantal inwoners vastgesteld op 524. In 2006 is het aantal inwoners door het United States Census Bureau geschat op 546, een stijging van 22 (4,2%).

## Geografie
Volgens het United States Census Bureau beslaat de plaats een oppervlakte van 1,0 km², geheel bestaande uit land. Ainsworth ligt op ongeveer 216 m boven zeeniveau.

## Plaatsen in de nabije omgeving
De onderstaande figuur toont nabijgelegen plaatsen in een straal van 20 km rond Ainsworth.